# 리소엘라과 (복족류)
리소엘라과(Rissoellidae)는 작은 바다 달팽이과의 하나이다. 비공식군 하이새류에 속하는 해양 복족류 연체동물이다. 리소엘라과는 2005년, 부쉐와 로크루와의 복족류 분류에 의하면, 리소엘라상과(Rissoelloidea)의 유일한 과이다.

## 하위 속
- Heterorissoa
- Jeffreysia
- 리소엘라속 (Rissoella) Gray, 1847